# Vojaškopolitična oficirska šola Jugoslovanske ljudske armade
Vojaškopolitična oficirska šola (srbohrvaško Vojnopolitička oficirska škola, kratica VPoOŠ) je bila vojaško-izobraževalna ustanova za specialistično izobraževanje častnikov, ki je delovala v sestavi Jugoslovanske ljudske armade.

## Zgodovina
Šola je bila ustanovljena leta 1947 med splošno reorganizacijo jugoslovanskega vojaškega šolstva. Izobraževanje je trajalo 5 mesecev.
Leta 1955 so šolo ukinili z namenom organizacije vojaških akademij.